# Summer Color My Girl
Summer Color My Girl (Japanese: 夏色 MY GIRL; Natsuiro My Girl) là đĩa đơn thứ ba tại Nhật Bản của nhóm nhạc nam Hàn Quốc, BTOB. Đĩa đơn này được phát hàng vào ngày 19 tháng 8 năm 2016.
Đĩa đơn được phát hành với 3 phiên bản thường và 1 phiên bản giới hạn. Với mỗi phiên bản CD thường, sẽ có một bài b-sides khác nhau, trong khi phiên bản giới hạn bao gồm sách ảnh và DVD ghi lại quá trình ghi âm.

## Danh sách bài hát
| Phiên bản giới hạn CD | Phiên bản giới hạn CD                   | Phiên bản giới hạn CD |
| STT                   | Nhan đề                                 | Thời lượng            |
| --------------------- | --------------------------------------- | --------------------- |
| 1.                    | "夏色 MY GIRL" (Natsuiro MY GIRL)       | 4:10                  |
| 2.                    | "Blowin'"                               | 4:48                  |
| 3.                    | "Evidence"                              | 3:42                  |
| 4.                    | "サヨナラを繰り返して" (Repeat Goodbye) | 5:45                  |
| 5.                    | "夏色 MY GIRL" (Instrumental)           | 4:09                  |
| Tổng thời lượng:      | Tổng thời lượng:                        | 22:26                 |

| Phiên bản giới hạn DVD | Phiên bản giới hạn DVD | Phiên bản giới hạn DVD |
| STT                    | Nhan đề                | Thời lượng             |
| ---------------------- | ---------------------- | ---------------------- |
| 1.                     | "Natsuiro MY GIRL PV"  |                        |
| 2.                     | "PV Making"            |                        |

| Phiên bản thường A | Phiên bản thường A                | Phiên bản thường A |
| STT                | Nhan đề                           | Thời lượng         |
| ------------------ | --------------------------------- | ------------------ |
| 1.                 | "夏色 MY GIRL" (Natsuiro MY GIRL) | 4:10               |
| 2.                 | "Blowin'"                         | 3:42               |
| 3.                 | "夏色 MY GIRL" (Instrumental)     | 4:09               |
| 4.                 | "Blowin'" (Instrumental)          | 3:42               |
| Tổng thời lượng:   | Tổng thời lượng:                  | 13:35              |

| Phiên bản thường B | Phiên bản thường B                | Phiên bản thường B |
| STT                | Nhan đề                           | Thời lượng         |
| ------------------ | --------------------------------- | ------------------ |
| 1.                 | "夏色 MY GIRL" (Natsuiro MY GIRL) | 4:10               |
| 2.                 | "Evidence"                        | 4:38               |
| 3.                 | "夏色 MY GIRL" (Instrumental)     | 4:09               |
| 4.                 | "Evidence" (Instrumental)         | 4:38               |
| Tổng thời lượng:   | Tổng thời lượng:                  | 15:45              |

| Phiên bản thường C | Phiên bản thường C                      | Phiên bản thường C |
| STT                | Nhan đề                                 | Thời lượng         |
| ------------------ | --------------------------------------- | ------------------ |
| 1.                 | "夏色 MY GIRL" (Natsuiro MY GIRL)       | 4:10               |
| 2.                 | "サヨナラを繰り返して" (Repeat Goodbye) | 5:45               |
| 3.                 | "夏色 MY GIRL" (Instrumental)           | 4:09               |
| 4.                 | "サヨナラを繰り返して" (Instrumental)   | 5:45               |
| Tổng thời lượng:   | Tổng thời lượng:                        | 19:49              |

## Bảng xếp hạng
| Ngày phát hành      | Bảng xếp hạng Oricon  | Vị trí | Doanh số mở đầu | Doanh số tổng |
| ------------------- | --------------------- | ------ | --------------- | ------------- |
| 19 tháng 8 năm 2015 | Daily Singles Chart   | 5      | -               | 91,513+       |
| 19 tháng 8 năm 2015 | Weekly Singles Chart  | 4      | 76,634          | 91,513+       |
| 19 tháng 8 năm 2015 | Monthly Singles Chart | 7      | 89,537          | 91,513+       |
| 19 tháng 8 năm 2015 | Yearly Singles Chart  | 70     | 91,513          | 91,513+       |